# SDガンダム
SDガンダム（エスディーガンダム、Super Deformed Gundam）は、アニメ作品『機動戦士ガンダム』に端を発するガンダムシリーズに登場したメカや人物などを、頭が大きく手足が短い低頭身で表現したキャラクター、およびそれを用いた作品群の総称である。

## 概要
1985年6月にガシャポンで売られる塩化ビニール製の人形として最初の「SD（スーパー・ディフォルメ）ガンダム」と称した商品が発売。2頭身で表現されたキャラクターの可愛らしさ、豊富な種類によるコレクション性も手伝って、ガンダムシリーズの主なファンである少年、青年以外の層にまでその人気は広がり、年少者には複雑でわかりにくいガンダムシリーズへの導入のきっかけとなった。
当初はガンダムシリーズのキャラクターをそのままディフォルメ化した作品だった。後に架空の戦国時代を舞台とした「SD戦国伝（武者ガンダム）」や、当時一般化していたロールプレイングゲーム風のファンタジー世界が舞台となった「SDガンダム外伝（騎士ガンダム）」など、元のガンダムの世界を飛び越えた作品が現れる。商品媒体も最初のガシャポン（スーパー・ディフォルメ・ガンダム・ワールド）からカードダス、プラモデル、ゲームなど多岐にわたっている。牽引力となっていたのは講談社発行のコミックボンボンの各企画や連載漫画で、なかでも『超戦士ガンダム野郎』では武者ガンダムとレッドウォーリアが同時登場した。
多くの作品において、低頭身化されたモビルスーツ・モビルアーマーは擬人化され、同様にディフォルメされたキャラクター達と同様に人格のある存在として描かれる。なかにはこれらモビルスーツ由来のキャラクターのみが登場し、登場人物由来のキャラクターは登場しない作品もある。ただし、ゲーム『SDガンダム GGENERATIONシリーズ』や初期の『スーパーロボット大戦シリーズ』のように、出典であるガンダムシリーズと同様のパイロットを要する人型メカとして描かれる場合もある。なかにはSDガンダム外伝における「機兵」など擬人化され人格のあるモビルスーツ由来のキャラクターが擬人化されず、人格のないモビルスーツ用のメカに乗り込む作品もある。
英語のDeformedには「奇形の」という意味がありアメリカでは不適切なためテレビシリーズ「SDガンダムフォース」も含め「SD」を、「Superior Defender」の略としている。
同じように2~3頭身で描かれたメカやキャラクターを「SD体型」などと称する場合もある。

## 成立まで
旧来、低年齢層をターゲットとして主に誌面などに掲載されていたディフォルメキャラは、1980年代になると商品用デザインとして定着していった。自動車をディフォルメしたタカラの「チョロQ」などが代表的な商品であるが、その流れは次第にアニメキャラクターにも広がっていく。
一方、カプセルを中心に発売されていた塩ビ人形は、1970年代後半のスーパーカーブームによって大きく広がり、続く怪獣、キン肉マン（通称キンケシ）の流れで、低年齢層に流行を生み出す商品としての地位を固めた。特に1983年から販売されたキンケシは約4頭身とアニメよりも頭身を縮めて頭部を大きくすることでキャラクターの認識度が高くなっていた。
この2つの流れを受けて、バンダイはカプセル商品としてプラキット「ディフォルメエルガイム」「ディフォルメΖガンダム」を発売、1985年に当時高校生であった横井孝二をデザイナーに抜擢し転機となる塩ビ人形「スーパーディフォルメガンダムワールド」を発売した。
この商品はおおよそ2頭身という従来なかったほどの極端なディフォルメであり、当時のガシャポン塩ビ人形のサイズではモビルスーツの細かなデザインを再現できないため、頭部を大きくしてキャラクターの顔をよりはっきりと認識させるようにと意図した商品であった。この極端なディフォルメは当時のバンダイ自販機課の担当者である佐々野雅哉の発案によるものであった。その新鮮なビジュアルをこれまでのディフォルメモデルと区別するため、「スーパーディフォルメ」と名付けられ、その略称として「SD」という言葉が生まれた。
このシリーズは『ガシャポン戦士』と呼ばれ、全国の小中学生の間で大ブームになった。高まる人気に呼応してバンダイから「SDガンダム」を冠したな商品が多数登場し、「SD」はバンダイを超えてディフォルメキャラの一般的な呼称として定着してゆく。また人気の高まりにより武者、騎士、コマンドなど世界観も拡大。「SDガンダムワールド」の発売を前に玩具一部へ異動となった佐々野も、組み立て式玩具「元祖SDガンダム」を立ち上げている。
これらのキャラクター情報や世界観背景はコミックボンボンの「元祖!SDガンダム」をはじめとする漫画や記事をプラットホームにして訴求された。折からのファミコンブームも、限られたスペックでキャラクターを表現可能な「SD」に追い風となった。と同時に、そのデザイナーである横井の人気も爆発。横井の入社したレイアップでは、所属するクリエイターたちが各商品企画を担当し、横井をバックアップすることで拡大するイラストや商品企画に対応した。当時のレイアップのクリエイターはSD絵師軍団等と呼ばれ、お互いに影響を与え合いながらSD人気の盛り上げに貢献している。
SD絵師軍団のおもなクリエイター
- 桧山智幸（カードダスSDガンダム外伝など）
- 山羽二貴／マイケル原腸（現： まいけるからわた）（元祖SDガンダムなど）
- 今石進（SDガンダムBB戦士　SD戦国伝など）
- 浜田一紀（ガシャポン ガンドランダーなど）
- かげやまいちこ（ガシャポン ガンダムR情報局など）
- 落合亮二（カードダス　ガンボイジャーなど）
- 山田隆弥（現：大河広行）（元祖コマンド戦記、カードダスSDガンダム外伝など）
- 寺島慎也（SDガンダムBB戦士　SD戦国伝、BB戦士三国伝など）
- 宮豊 （SDガンダムBB戦士　SD戦国伝など）
- 藤井大誠（SDガンダムBB戦士　SD戦国伝など）
- あずま勇輝（SDフルカラー劇場など）

SD誕生において、横井は漫画家成井紀郎、江口寿史、鳥山明からキャラクターをディフィルメする事を強く認識したことを語っている。特に鳥山明と同じ愛知県出身の横井は、初期にはペンネームを「鳥山劣」として鳥山明をリスペクトしていた。
『クラッシャージョウ』などのアニメパロディを商業誌上で展開し、ディフォルメキャラクターのデザインを得意としていたアニメーターのさとうげん（佐藤元） は『巨神ゴーグ』のディフォルメパロディ版「Qロボゴーグ」の製品化にも関わり、ディフォルメされたガンダムのアムロや『ボトムズ』のキリコなどのサンライズキャラクターが取り扱いメーカーの壁を越えて活躍するパロディ漫画『ロボロボカンパニー』を講談社「コミックボンボン」誌上で連載したほか、後にSDガンダムそのものに も漫画（爆笑戦士SDガンダム）やOVAで関わることとなる。

### SDV
『ガシャポン戦士』のラインナップはガンダムシリーズの当時までの映像作品に登場するMSはもとより、『モビルスーツバリエーション (MSV)』や『MS-X』『Ζ-MSV』『ΖΖ-MSV』までも網羅し、さらには『MSV』で文字設定のみであったジムキャノン試作型や陸戦用ザク改修型までも立体化するに至る（このほか、当時は『機甲戦記ドラグナー』『重戦機エルガイム』『聖戦士ダンバイン』『機動警察パトレイバー』のメカも取り入れている）。このような「ネタ切れ」とも言える状況の中、1988-1989年にSDガンダムにおける『MSV』的な企画として『SDV（スーパー・ディフォルメ・バリエーション、Super Deform Variation）』（『元祖SDV』とも呼ばれる）が『コミックボンボン』誌上で展開された。
引き続き横井がデザインおよび設定を担当。第1弾としてCガンダム（コマンドガンダム）、騎士ガンダム、忍者ガンダム（百鬼丸）、にせガンダムチーム、ガンダイバーが発表されており、一部にはSDではないガンダムシリーズと関連する設定も創作された。このうち、Cガンダムが間もなく『元祖SDガンダム』として商品化された。
その後はとき田洸一デザインの殿様ガンダムや、読者がデザインしたSDVを立体化するなどの展開を見せるが、大きく盛り上がることもなく終息する。しかし、第1弾の機体（キャラクター）のほとんどは同時期または直後に複数企画されたSDガンダムの外伝に流用されており、これら外伝作品が展開するきっかけとなっている。

## 機動戦士SDガンダムシリーズ

### 映像作品
- 映画「機動戦士SDガンダム」1988年 同時上映「機動戦士ガンダム 逆襲のシャア」
  - 第一部・激闘編 ガンダム大地に立てるか!?
  - 第二部・休日編 ジオン・ホテルの脅威?ガンダム・ペンション破壊命令!!
- OVA 「機動戦士SDガンダム」1988年
  - 第一部&第二部
  - 第三部・決戦編 SDオリンピック!スタジアム・笑いに染めて
- OVA 「機動戦士SDガンダムMk-II」1989年
  - 転がるコロニー事件
  - 元祖・ガンダム迷場面集
  - 巖蛇武(ガンダム)伝説
- 映画「機動戦士SDガンダムの逆襲・武者ガンダム参上」1989年
  - 嵐を呼ぶ学園祭
- OVA 「機動戦士SDガンダムMk-III」1989年
  - 宇宙の神秘・大作戦
- OVA 「機動戦士SDガンダムMk-IV」1990年
  - SDガンダム猛レース
  - 夢のマロン社「宇宙の旅」
- OVA 「機動戦士SDガンダムMk-V」1990年
  - 運び屋リ・ガズィの奇跡
  - SDガンダム創世記 ピキリエンタ ポーレス
- テレビシリーズ「ガンバレ!SDガンダム大行進」 1993年（上記OVAの地上波放送）
- OVA 「機動戦士ガンダム モビルスーツ大図鑑」1990年
- OVA 「機動戦士SDガンダム パパルの暁 第103話スギナムの花嫁」1991年（レンタルのみ）

### CD
- 「SDガンダム・ガチャポン戦士大集合」
- 「オリジナルサウンドトラックミニアルバム機動戦士SDガンダム・SPECIAL」（シングルCD）
- 「機動戦士SDガンダムTHE MOVIE」（シングルCD）
- 「機動戦士SDガンダム音搦大歌合」

- ドラマCDシリーズ
  - 「機動戦士SDガンダム 私をコロニーに連れてって」
  - 「機動戦士SDガンダム TOKYO SHUFFLE」
  - 「機動戦士SDガンダム タイホしちゃうわ」
  - 「機動戦士SDガンダム・こちらマッケンジー探偵社▽」

名称は暫定のもの。他の作品群で定番となっている「SD化したガンダム・モビルスーツ」が登場せず、『機動戦士SDガンダム』で描かれた「パロディ化された本編の登場人物」と作中歌のみをフィーチャーして制作されている(クリスチーナ・マッケンジーとハサウェイ・ノアが探偵事務所を営む『こちらマッケンジー探偵社▽』等)

### ゲーム
一部ユタカの作品以外は全てバンダイナムコゲームス（旧バンダイレーベルとバンダイネットワークス）の発売．配信である。
- 「SDガンダムワールド ガチャポン戦士シリーズ
  - 「SDガンダムワールド ガチャポン戦士 スクランブルウォーズ」（FC Disk/BAN-SGW(BAN-SG1)）1987年 - SDガンダムのゲームとして最古であるとともに、ファミコンのウォー・シミュレーションゲームとして最初期の作品でもある。
  - 「SDガンダムワールド ガチャポン戦士 スクランブルウォーズ マップコレクション」（FC Disk(書き換え専用)/BAN-SG2）1989年 -
  - 「SDガンダムワールド ガチャポン戦士2 カプセル戦記」（FC/SHI-2G、MSX）1989年
  - 「SDガンダムワールド ガチャポン戦士3 英雄戦記」（FC）1990年
  - 「SDガンダムワールド ガチャポン戦士4 ニュータイプストーリー」（FC）1991年
  - 「SDガンダムワールド ガチャポン戦士5 BATTLE OF UNIVERSAL CENTURY」（FC）1992年
- 「機動戦士SDガンダム サイコサラマンダーの脅威」（AC）1991年
- 「SDガンダム ネオバトリング」（AC）1992年
- 「スーパーガチャポンワールド SDガンダムX」（SFC/SHVC-GX）1992年
- 「SD機動戦士ガンダム V作戦始動」（SFC）1992年
- 「データック SDガンダム GUNDAM WARS」（FC）1993年
- 「SD機動戦士ガンダム2」（SFC）1993年
- 「SDガンダムGX」（SFC/SHVC-X2）1994年
- 「SDガンダムGNEXT」（SFC&BS/SHVC-ZX3J-JPN）1995年
- 「SDガンダムGNEXT ユニット&マップコレクション」（専用ロムパック/SHVC-039）BSMC-ZX3J-JPN - サテラビュー配信データをROMカセットで販売した形式をとっている。なお、配信時に存在していたユニットが数体削られて発売されている。
- 「SDガンダム WINNER'S HISTORY」（GG）1995年
- 「SDガンダム DIMENSION WAR」（VB）1995年
- 「SDガンダム Power Formation Puzzle」（SFC）1996年
- 「SDガンダム OVER GALAXIAN」（PS）1996年
- 「SDガンダムジェネレーションシリーズ」（SFT）1996年
  - 「SDガンダムジェネレーション 一年戦争記」（SFT）1996年
  - 「SDガンダムジェネレーション グリプス戦記」（SFT）1996年
  - 「SDガンダムジェネレーション アクシズ戦記」（SFT）1996年
  - 「SDガンダムジェネレーション バビロニア建国戦記」（SFT）1996年
  - 「SDガンダムジェネレーション ザンスカール戦記」（SFT）1996年
  - 「SDガンダムジェネレーション コロニー格闘記」（SFT）1996年
- 「SDガンダム GCENTURY」（PS）1997年
- 「SDガンダムウォーズ」（PC/PIPPIN）1997年
- 「SDガンダム GCENTURYS」（SS）1997年
- 「SDガンダム GGENERATIONシリーズ」
  - 「SDガンダム GGENERATION」（PS）1998年
  - 「SDガンダム GGENERATION-ZERO」（PS）1999年
  - 「SDガンダム GGENERATION-F」（PS）2000年
  - 「SDガンダム GGENERATION ギャザービート」（WS）2000年
  - 「SDガンダム GGENERATION-F.I.F」（PS）2001年
  - 「SDガンダム GGENERATION ギャザービート2」（WS）2001年
  - 「SDガンダム GGENERATION モノアイガンダムズ」（WS）2002年
  - 「SDガンダム GGENERATION-DA」（PC）2002年
  - 「SDガンダム GGENERATION NEO」（PS2）2002年
  - 「SDガンダム GGENERATION ADVANCE」（GBA）2003年
  - 「SDガンダム GGENERATION SEED」（PS2）2004年
  - 「SDガンダム GGENERATION DS」（DS）2005年
  - 「SDガンダム GGENERATION PORTABLE」（PSP）2006年
  - 「SDガンダム GGENERATION SPIRITS」（PS2）2007年
  - 「SDガンダム GGENERATION CROSS DRIVE」（DS）2007年
  - 「SDガンダム GGENERATION WARS」（PS2/Wii）2009年
  - 「SDガンダム GGENERATION WORLD」（PSP/Wii）2011年
  - 「SDガンダム GGENERATION 3D」（ニンテンドー3DS）2011年
  - 「SDガンダム GGENERATION OVER WORLD」（PSP）2012年
  - 「SDガンダム GGENERATION GENESIS」（PS4/PS Vita） 2016年
- 「SDガンダムエモーショナルジャム」（WS）1999年
- 「SDガンダム ガシャポン戦記 Episode One」（WS/SWJ-BAN020）1999年
- 「SDガンダム オペレーションU.C.」（WS）2002年
- 「SDガンダムワールド ガチャポン戦士 スクランブルウォーズ」（GBAFC/AGB-FSDJ-JPN(A)）2004年
- 「SDガンダム ガシャポンウォーズ」（GC）2005年
- 「SDガンダム スカッドハンマーズ」（Wii）2006年
- 「SDガンダム Gジェネレーションi」（iアプリ）2004年
- 「SDガンダム GジェネレーションV」（S!アプリ）2004年
- 「ガチャポン戦士2 カプセル戦記」（iアプリ）2005年
- 「SDガンダムドンジャラ大戦」（iアプリ、S!アプリ）2005年
- 「SDガンダムGジェネV」（S!アプリ）2005年
- 「ガンダムMSバトル」（EZアプリ (BREW)）2006年
- 「SDガンダムシューティング」（EZアプリ (BREW)）2006年
- 「SDガンダムドンジャラ」（EZアプリ (BREW)）2006年
- 「SDガンダムエクストリーム」（EZアプリ (BREW)）2006年
- 「SDガンダムアクション」（EZアプリ (BREW)）2006年
- 「SDガンダムダイスジェネレーション」（EZアプリ (BREW)）2006年
- 「SDガンダムRPG」（iアプリ）2006年
- 「SDガンダム ガチャポン戦士2 カプセル戦記」（S!アプリ）2006年
- 「SDガンダム ガチャポン戦士2 カプセル戦記」（EZアプリ (BREW)）2007年

## 武者ガンダム SD戦国伝シリーズ

### 映像作品
- 映画「機動戦士SDガンダムの逆襲・武者ガンダム参上」1989年
  - SD戦国伝 暴終空（あばおあくう）城の章
- OVA 「機動戦士SDガンダムMk-III」1989年
  - SD戦国伝 頭虫邸の忍者合戦
  - SD戦国伝 天の巻
  - SD戦国伝 地の巻
  - SD戦国伝 真の巻
  - SD戦国伝 理の巻
- OVA 「機動戦士SDガンダムMk-V」1990年
  - SD戦国伝 頑駄無五人衆のもののけ退治
- テレビシリーズ「ガンバレ!SDガンダム大行進」 1993年
- 映画「武者・騎士・コマンド SDガンダム緊急出撃」1991年 同時上映「機動戦士ガンダムF91」
- 映画「機動戦士SDガンダムまつり」1993年
  - SD戦国伝 天下泰平編
- 「SD頑駄無 武者パ楽」 2002年イベント上映&プレゼントビデオ
- 「SDガンダム 武者パ楽～新武者誕生～」 2003年イベント上映
- OVA「GUNDAM EVOLVE../14 頑駄無 異歩流武../十四」2005年

### ゲーム
- 「SDガンダム SD戦国伝 国盗り物語」（GB）1989年 - サブタイトルは、司馬遼太郎の時代小説「国盗り物語」に由来する。
- 「SDガンダム SD戦国伝2 天下統一編」（GB）1992年
- 「SDガンダム SD戦国伝3 地上最強編」（GB）1992年
- 「新SD戦国伝 大将軍列伝」（SFC）1995年
- 「新SD戦国伝 機動武者大戦」（PS）1996年
- 「SDガンダム英雄伝 騎士伝説/武者伝説」（WSC）2001年

### 漫画
- 「SD武者ガンダム風雲録」 やまと虹一 全9巻
  - 「SD戦国伝 武者七人衆編」
  - 「SD戦国伝 風林火山編」
  - 「SD戦国伝 天と地と編」
  - 「SD戦国伝 天下統一編」
  - 「新SD戦国伝 地上最強編」
  - 「新SD戦国伝 伝説の大将軍編」
- 「新武者ガンダム 七人の超将軍」 神田正宏 全2巻
- 「新武者ガンダム 超機動大将軍」 神田正宏 全3巻
- 「超武者ガンダム 武神輝羅鋼」 神田正宏 全2巻
- 「超武者ガンダム 刕覇大将軍」 神田正宏 全2巻
  - 「大時空SD戦国伝」やまと虹一
- 「新武者頑駄無 天星七人衆」 神田正宏 全2巻
- 「新武者ガンダム ムシャ戦記 光の変幻編」 神田正宏 全2巻
- 「SDガンダム ムシャジェネレーション」 神田正宏（未単行本化）
- 「SD頑駄無 武者○伝」 一式まさと 全2巻
- 「SD頑駄無 武者○伝2」 一式まさと 全2巻
- 「SD頑駄無 武者○伝3」 一式まさと 全3巻
- 「SDガンダムフォース絵巻 武者烈伝 武化舞可編」 一式まさと 全3巻
- 「頑駄無大将軍 頑駄無異歩流武版 光の鎧編」 一式まさと
- 「武っちゃムチャ○伝」 あおきけい&みかまる
- 「武者烈伝・零」 MARSHI（今石進）（月刊HOBBYJAPAN連載。ムック「GUNDAM WEAPONS武者烈伝・零」に纏っている）
- 「武者番長風雲録」 漫画 一式まさと 全4巻

### 玩具オンリー
- 「SD戦国伝 武神降臨編」

## 騎士ガンダム SDガンダム外伝シリーズ

### 映像作品
- OVA 「SDガンダム外伝」全4巻1990年
  - ラクロアの勇者
  - 伝説の巨人
  - アルガス騎士団
  - 光の騎士
- 映画「武者・騎士・コマンド SDガンダム緊急出撃」1991年
- 映画「機動戦士SDガンダムまつり」1993年
  - SDガンダム外伝 聖機兵物語 第1章/第2章
- テレビシリーズ「ガンバレ!SDガンダム大行進」1993年

### ゲーム
- 「SDガンダム外伝 ナイトガンダム物語」（FC）1990年
- 「SDガンダム外伝 ラクロアンヒーローズ」（GB）1990年
- 「SDガンダム外伝 ナイトガンダム物語 大いなる遺産」（SFC）1991年
- 「SDガンダム外伝 ナイトガンダム物語2 光の騎士」（FC）1991年
- 「SDガンダム外伝 ナイトガンダム物語3 伝説の騎士団」（FC）1992年
- 「SDガンダム外伝2 円卓の騎士」（SFC）1992年
- 「新SDガンダム外伝 ナイトガンダム物語」（GB）1994年
- 「コレクションキング SDガンダム外伝」（Flash）2007年
- 「SDガンダム英雄伝 騎士伝説」（WSC）2001年

### 漫画
- 「SDガンダム外伝 騎士ガンダム物語」 ほしの竜一 全10巻
- 「SDガンダム外伝 騎士ガンダム物語特別編」 ほしの竜一 全3巻
- 「騎士ガンダム 機甲神伝説」 ほしの竜一 全3巻
- 「騎士ガンダム 魔龍ゼロの騎士伝」 ほしの竜一 全2巻
- 「騎士ガンダム 黄金神話（ゴールドサーガ）」 ほしの竜一 全3巻
- 「騎士ガンダム 鎧闘神戦記」 ほしの竜一 全2巻
- 「SDガンダム聖伝」 漫画 ほしの竜一 全3巻
- 「SDガンダム列伝 ガンダム騎士団」 ほしの竜一 未単行本化

### CD
- 「SDガンダム外伝ナイトガンダム物語」 - ゲームサントラ。
- 「MOBIL SUIT KNIGHT GUNDAM STORY」 - OVASDガンダム外伝シリーズのサントラ。「聖機兵物語」編の曲は後にアルバム「音搦大歌合」に収録。CDタイトルに誤植があり、「MOBILE」ではなく「MOBIL」になっている。

## BB戦士三国伝シリーズ

### 漫画
- 「BB戦士三国伝」・「BB戦士三国伝外伝 激闘見聞禄」・「SDガンダム三国伝 BraveBattleWarriors」 下田竜彦（PLEX）
- 「SDガンダム三国伝 風雲豪傑編」 ときた洸一 全2巻
- 「BB戦士三国伝 英雄激突編」 矢野健太郎 全3巻
- 「BB戦士三国伝 戦神決闘編」 津島直人 全3巻
- 「SDガンダム三国伝 ブレイブバトルウォーリアーズ」 たかのあつのり（ケロケロエース連載）
- 「SDガンダム三国伝 BraveBattleWarriors 創世記」 岩本ゆきお（ガンダムエース連載）

### 映像作品
- ｢BB戦士三国伝」プロモーションアニメ
- ｢超電影版SDガンダム三国伝 Brave Battle Warriors」2010年
- テレビシリーズ｢SDガンダム三国伝 Brave Battle Warriors」2010年

## SDガンダムワールド
- SDガンダムワールド 三国創傑伝
  - Webアニメ
  - 漫画「SDガンダムワールド 三国創傑伝 蒼翔記」陸毛石（LUCKY（香港の漫画雑誌）連載。
  - 漫画「SDガンダムワールド 三国創傑伝 焔虎譚」津島直人（日本未連載）
- SDガンダムワールド ヒーローズ
  - テレビシリーズ

## その他 SDガンダムシリーズ
- Gアームズ（SDコマンド戦記）
  - 映画
    - 「武者・騎士・コマンド SDガンダム緊急出撃」1991年
    - 「機動戦士SDガンダムまつり」1993年
      - SDコマンド戦記II ガンダムフォーススーパーGアームズ

  - ゲーム「SDコマンドガンダム G-ARMS オペレーションガンダム」（GB）1991年
  - 漫画 SDコマンド戦記 G-ARMS
  - 漫画 SDコマンド戦記II ガンダムフォース
  - 漫画 SDコマンド戦記III SUPER G-ARMS
  - 漫画 新ガンダムフォース グレートパンクラチオン
神田正宏 全5巻（グレートパンクラチオン編は未単行本化）
- SDガンダムフォース
  - テレビシリーズ 2004年
  - 「SDガンダムフォース 破壊大将軍あらわる!!ザコ?」（サンリオピューロランド4Dアトラクション） 2004年
  - ゲーム
    - 「SDガンダムフォース」（GBA）2004年
    - 「SDガンダムフォース 大決戦! 次元海賊デ・スカール!!」（PS2）2004年

  - 漫画
    - 「SDガンダムフォース」 あおきけい&みかまる 全3巻
    - 「SDガンダムフォース外伝」 細井雄二 全1巻
- SDガンダム英雄伝
  - ゲーム
    - 「SDガンダム英雄伝 騎士伝説」（WS）2001年
    - 「SDガンダム英雄伝 武者伝説」（WS）2001年
    - 「SDガンダム英雄伝 大決戦!!騎士vs武者」（PS）2001年

  - 漫画 ときた洸一 全5巻
- SDガンダム モビルディスク
  - アーケードゲーム「SDガンダム モビルディスク ガシャコンバット」（ガシャポン）2015年
- 元祖SDガンダム Gチェンジャー
  - トイ
- SDガンダム劇場
  - 漫画 成井紀郎 全1巻
- SDガンダムフルカラー劇場
  - 漫画 あずま勇輝 （「コミックボンボン」連載）
- SDガンダム時空伝 ガンボイジャー
  - 漫画 村上としや
- SDガンダム シャドー忍伝
  - 漫画 あずま勇輝 未単行本化
  - トイ 「メダルマスター」シリーズ
- SDガンダム大母艦Gビークル
  - BB戦士付録の漫画「コミックワールド」およびコミックボンボン増刊号読み切りにて展開 未単行本化
- SDガンダムR
  - SDガンダムR情報局はSDガンダムRガシャポン大図鑑に98年分まで収録
- SDガンダム三国志 レインボー大陸戦記
  - アーケードゲーム（バンプレスト発売）
  - 月刊コミックゲーメスト掲載。プライズ景品で全3巻各32ページ(バンプレスト発行)
- 元祖! SDガンダム
  - 漫画 横井孝二 全5巻
- 爆笑戦士! SDガンダム
  - 漫画 佐藤元 全8巻
後にこの時の人気キャラだったプルとカミーユを用いた漫画をガンダムエース誌上で2本連載、未単行本化。
- 機動戦士SDガンダムBB戦士コミックワールド ウルトラスペシャル
  - 漫画 今石進 全1巻
- ガンダム妖魔列伝
  - 漫画 友杉達也 SD CLUBに掲載、未単行本化。
- タマロイド 超Cガンダム
  - 漫画 神矢みのる 全4巻（未完）
- ダブルゼータくんここにあり
  - 漫画 こいでたく 全2巻
- ガンドランダー
  - 漫画 友杉達也 全7巻。IV章読みきり分は未単行本化。
- SDガンダムバインド
  - 漫画 佐々木心 未単行本化
- SDガンダム ザ・ラストワールド
  - Web小説&Webコミック
- SDガンダム カプセルファイターオンライン
  - オンラインゲーム。2006年（韓国）、2008年（中華人民共和国）、2009年（台湾）、2010年（日本）。
- SDガンダム オペレーションズ
  - オンラインゲーム。2012年。SDガンダム オペレーションU.C.（WS用ソフト）とは異なる。

## 派生作品

### バンダイ
- SDマクロス - 同じくリアルロボット系アニメである「超時空要塞マクロス」に登場する「バルキリー」をSD化したもの。通常のシリーズだけでなく実在の武将の鎧をまとった武者バルキリーのシリーズ「超時空列伝武者真駆路守」がある。プロモーションのため、オリジナルのオープニングをSDによるパロディに変更しての再放送がテレビ東京系で行われた。プラモデル説明書のイラストはここまひによる。
- SDパトレイバー - SDガシャポン戦士でレイアップによって描き起こされたイラストが、TV版のアイキャッチにも使用された。
- SDドラグナー、SDエルガイム、SDダンバイン、SDザブングル、SDバイファム、SDレイズナー - 主にガシャポン塩ビフィギュアでの商品展開。これらの塩ビフィギュアはSDガンダムも含めて一つのシリーズの扱いであり、横井孝二によるSDイラストシールが同封されるなど同一フォーマットでNo.についても連番となっている。
- NG騎士ラムネ&40
- 覇王大系リューナイト
- 疾風!アイアンリーガー
- 仮面ライダー倶楽部
- 仮面ライダーSD
- ウルトラマン倶楽部
- ゴジラ倶楽部
- 永井豪CBキャラワールド - マジンガーZ、デビルマン、バイオレンスジャック等永井豪原作作品のディフォルメ版。CBは、「ちーびー」または「ちび」と読む。初期の『スーパーロボット大戦』等では「永井豪CBキャラワールドを使用しています」という注釈が入っていた。
  - CBキャラ 永井豪ワールド (OVA)
  - CBキャラウォーズ 失われたギャ〜グ
- SDホラーワールド
- ディフォルメスケバン刑事 - SDガンダムのデザイナー、横井孝二がドラマのファンで、よく模型情報誌上でもイラストを発表していた。
- SD北斗の拳
- SDルパン三世〜金庫破り大作戦〜

これらの他にもクラッシャージョウ、アリオン、ゲゲゲの鬼太郎、SLAM DUNK等もディフォルメキャラで商品化されている。

### その他メーカー
- RPG伝説ヘポイ（セガ）
- バーコードバトラー（エポック社）
- エスパークス（サンエックス）

#### タカラ
- 魔神英雄伝ワタル - ガンダムと同じくサンライズ制作のアニメ。もともとロボットの頭身が低くリアル頭身のデザインは当初の時点では存在しないが(後に『魔神列伝(ソードマスター)』が出るため)SDガンダムの影響を多分に受けている。商品は模型流通ではなく玩具流通であり、あくまでも「組み立て式玩具」という体裁だった。このヒットを受けバンダイも同形態の「元祖SDガンダム」を発売することとなった。また、『魔動王グランゾート』とまとめてSDガンダム同様擬人化と騎士・武者を象ったデザインに変更した『パロD英雄伝』（パロ伝）も存在する。
- パロ伝 パロD英雄伝
- チョロQダグラム
- チョロQボトムズ
- Qロボゴーグ
- Qロボガリアン
- すげゴマ
- ベイブレード クロスアームズ
- スーパービーダマン　OSギアシリーズ以降